# シャロッテ・ペレッリ
シャロッテ・ペレッリ（Charlotte Perrelli、）本名：Anna Jenny Charlotte Perrelli（アンナ・イェンニー・シャロッテ・ペレッリ）旧姓 Nilsson（ニルソン）、1974年10月7日 - ）は、スウェーデン南部・スモーランド地方、ホーヴマントルプ出身の歌手。

## 人物
- 13歳の頃からローカルダンスバンドで歌い始めた。後に進学の為、ヴェクショーに引っ越す。そこでも、ダンスバンドで歌っていた。1997年、スウェーデンの有名ダンスバンドWizexに入る。
- 1999年、ユーロビジョン・ソング・コンテストのスウェーデン決勝（メロディーフェスティバーレン）に初出場し、2位と70点差をつけ優勝 。そしてエルサレムで行われたユーロビジョン・ソング・コンテストでも優勝。
- 2008年、9年ぶりにメロディーフェスティバーレンに帰ってきた。カールスクローナで行われた準決勝で1位を取り、決勝への切符を手に入れた。そしてスウェーデン決勝は3月15日にストックホルムのグローベンで行われ、審査投票で1位、国民投票では397 907票を獲得し優勝を果たした。
- シャロッテは、スウェーデン人のイタリアンシェフ、ニコラ・ペレッリ(Nicola Perrelli)と結婚し2004年に長男、2005年に次男が誕生したものの、2008年に離婚。2013年には起業家の男性との間に男の子が誕生。男性の連れ子が義理の娘となった。

## 主な代表作
- Tusen och en natt/Take Me To Your Heaven(1999)
- I Write You A Lovesong (1999)
- You Got Me Going Crazy (2001)
- Hero (2008)
- Rimfrostjul (2008)
- The Girl (2012)